# クルシュー砂州
クルシュー砂州（クルシューさす、リトアニア語: Kuršių nerija、ロシア語: Куршская коса、ドイツ語: Kurische Nehrung）は、バルト海とクルシュー潟を隔てる全長98 km の細長く湾曲した砂州である。2000年にユネスコの世界遺産（文化遺産）に登録された。

## 地理
クルシュー砂州は、南のサンビア半島（Sambian Peninsula）から、リトアニア本土の港町クライペダの真向かいにある狭い海峡へと、北端が伸びている。全長98kmのうち、北の52kmがリトアニア領に属し、残りがロシアの飛地であるカリーニングラード州に属している。砂州の幅は、ロシアのレスノイ村近くの400 m から、リトアニアのニダの北にあたる3800 mまで、場所によってかなりの差がある。最高点は海抜67.2 mのヴェツェクルグ砂丘である。
砂州にはタンツユシー・レスなどのマツ林が生えている。

## 歴史
バルト海の神話に拠れば、クルシュー砂州は海岸で戯れていた屈強な少女ネリンガ（Neringa）によって形成された。彼女は他の神話にも現れるが、そのいくつかではさながら女性版ヘラクレスのような女傑として描き出されている。
実際には、クルシュー砂州はモレーンの島々が砂で繋がり、紀元前3000年ほど前には現在のような細長い砂州が出来上がったとされる。
西暦800年頃から1016年には、まだ発掘されていない異教的な交易中心地であったカウプ（Kaup）の占有地であった。13世紀にはドイツ騎士団がこの地を占拠し、彼らの城をメメル（1252年）、ノイハウゼン（1283年）、ロシテン（Rossitten、1372年）に築いた。
16世紀になると、新しい砂丘の形成期に入った。過放牧、ボートや住居用の材木の取得などが森林破壊に結びつき、砂州が砂丘で覆われ、村々を呑み込んだ。こうした事態に危機感を募らせたプロイセン当局は、1825年に大規模な森林再生や緑化活動の支援を開始した。このおかげで、今に至るも砂州の大半は森林に覆われている。
19世紀に砂州に住んでいたのは、主にラトビア人に近縁なクルシュー人（Kursenieki）で、南部には少数のドイツ人、北部には少数のリトアニア人が暮らしていた。クルシュー人は同化したりした結果、その数を減らしていき、砂州がゲルマン民族に占められた1945年以前には、ほとんど見られなくなった。20世紀になっても、この地域で暮らす住民のほとんどは、漁業で生計を立てていた。
ソビエト連邦の崩壊後は観光地として賑わうようになっている。主にこの地域に住んでいた人々の子孫にあたるドイツ人たちの多くが休日の旅行先としてクルシュー砂州を選ぶが、中でも特にニダは賑わいを見せている。
2002年から2005年にカリーニングラード州とリトアニアそれぞれの地元の環境保護論者たちは、ルクオイル社によるD6油田の採掘計画に反対した。D6油田はクルシュー砂州から22.5 km に位置するロシア領海内の油田だが、石油が漏れれば、環境と観光双方に深刻な影響をもたらす恐れがあると判断したためである（観光収入の断絶は、地元民にとって死活問題である）。この反対運動はロシア政府の支援は受けられなかったが、リトアニア政府の支援を受けることが出来た。D6油田はリトアニア国境から4 km に位置し、北に向かう卓越流のせいで石油漏れの際にはリトアニアの海岸線に重大な被害をもたらす可能性があるためである。しかし、反対運動が国際的な支援を呼び込むことが出来ないまま、2005年に海上油田掘削基地が開設された。

## 自治体区分
クルシュー砂州は、ヨーロッパで最も高い移動する砂丘のある場所である。平均の高さは35 m だが、中には60 m に達するものもある。
クルシュー砂州最大の都市はリトアニア領内のニダで、休日にはリトアニア人やドイツ人で賑わう行楽地である。砂州の北の海岸線は観光客用の砂浜になっている。
クルシュー砂州は、ロシア側もリトアニア側もそれぞれ国立公園になっている。
クルシュー砂州には北から南に以下の町村がある。
- スミルティネ（リトアニア語版、英語版）（Smiltynė）
- アルクスニネ（リトアニア語版）（Alksnynė）
- ユオドクランテ（リトアニア語版、英語版）（Juodkrantė）
- ペルヴァルカ（リトアニア語版、英語版）（Pervalka）
- プレイラ（リトアニア語版、英語版）（Preila）
- ニダ（Nida）
- モルスコエ（ロシア語版）（Morskoe）
- ルイバチー（ロシア語版、英語版）（Rybachy）
- レスノイ（ロシア語版、英語版）（Lesnoy）

最初の6つがリトアニア側で、残る3つがロシア側である。クルシュー砂州のロシア側はカリーニングラード州のゼレノグラーツク地区（Zelenogradsk district）に属し、リトアニア側はクライペダ自治体（Klaipėdos miesto savivaldybė）とネリンガ自治体（Neringos savivaldybė）にまたがっている。クルシュー砂州には、ロシア側のゼレノグラーツク（Zelenogradsk）とリトアニア側のスミルティネ（Smiltynė）をつなぐ砂州全体を結ぶ一本の道がある。
砂州はリトアニア本土とは繋がっていないので、砂州にあるスミルティネと本土のクライペダを結ぶカーフェリーが運航している。

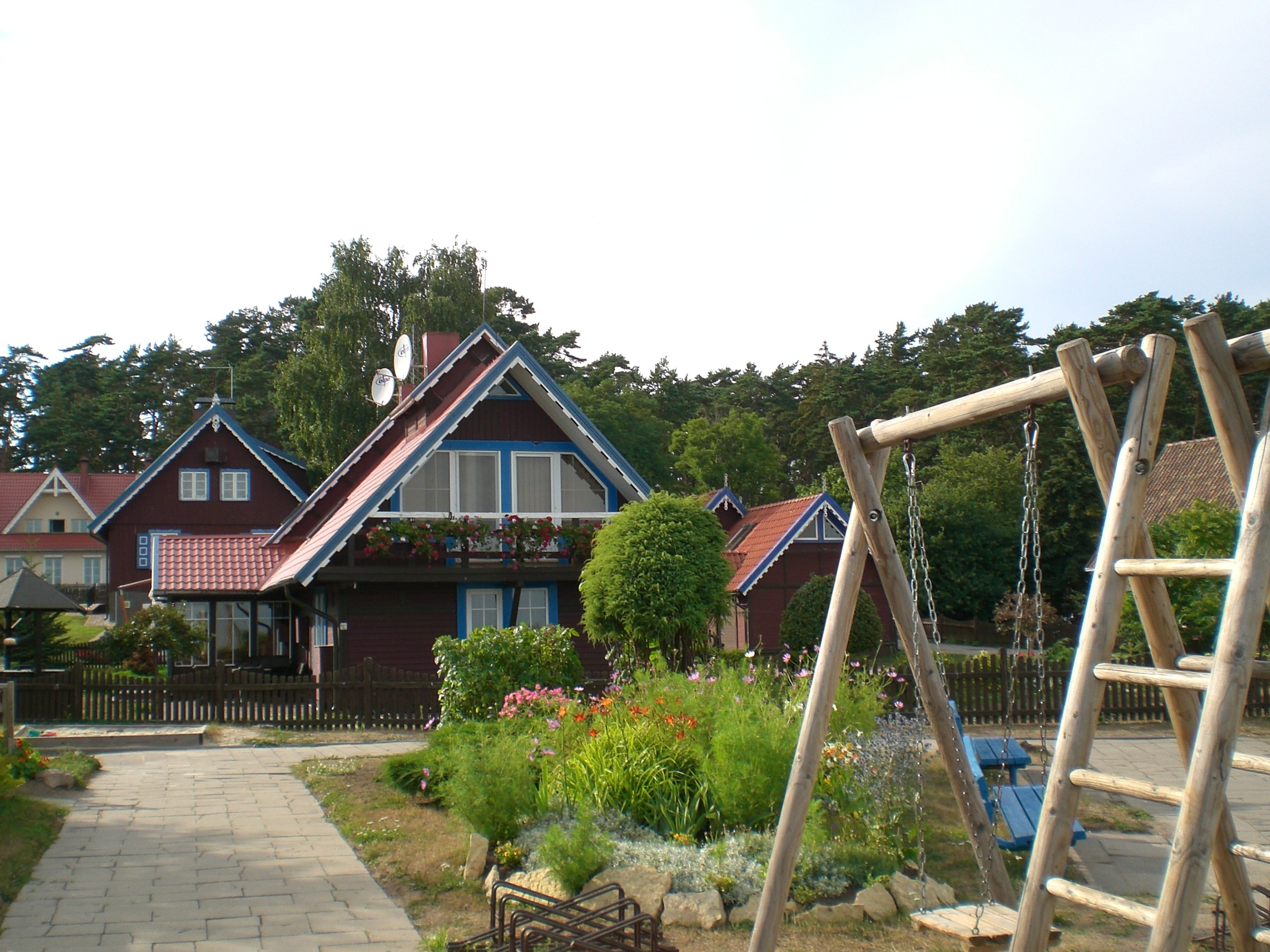
ニダ
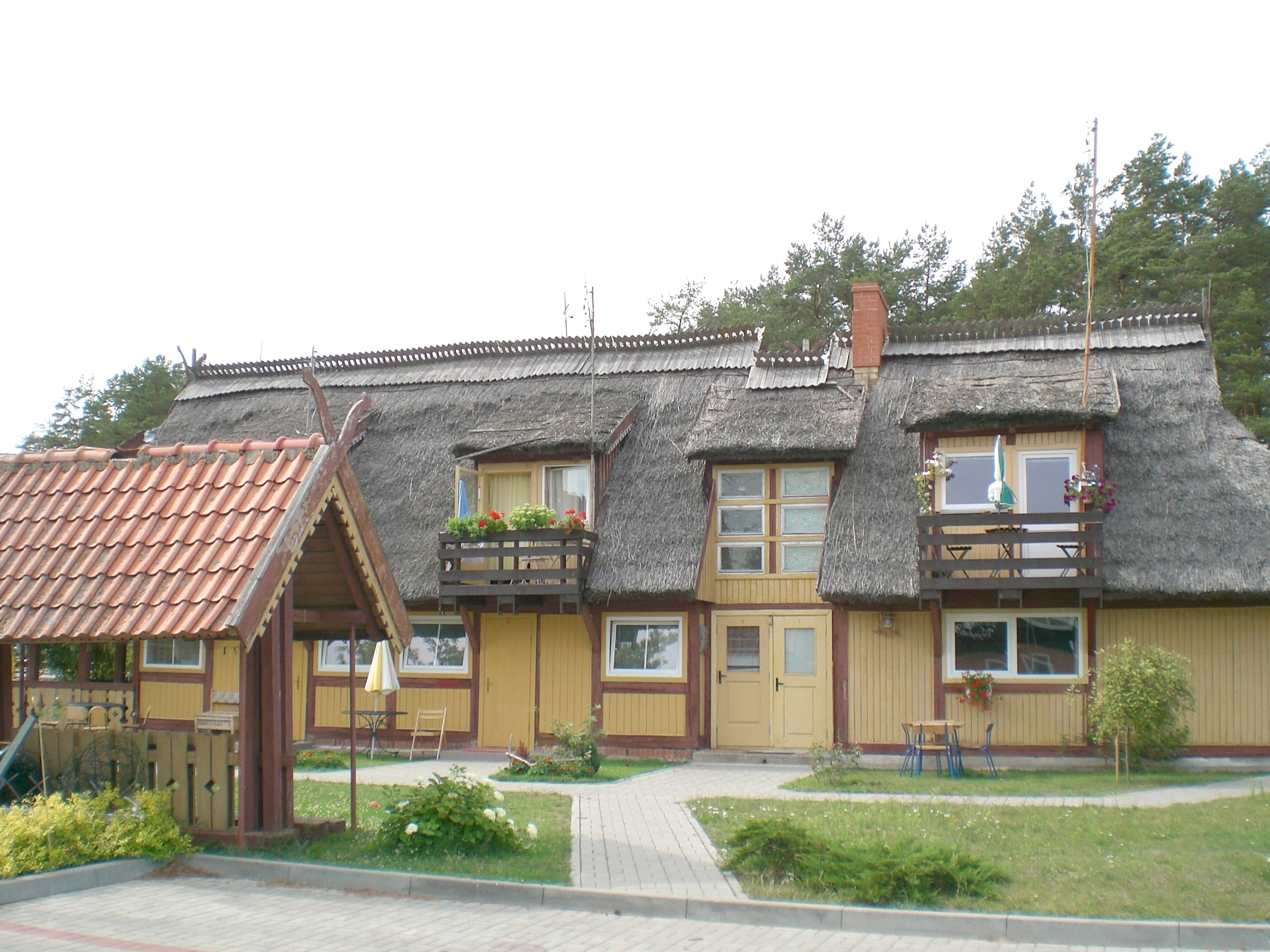
ペルヴァルカの住居
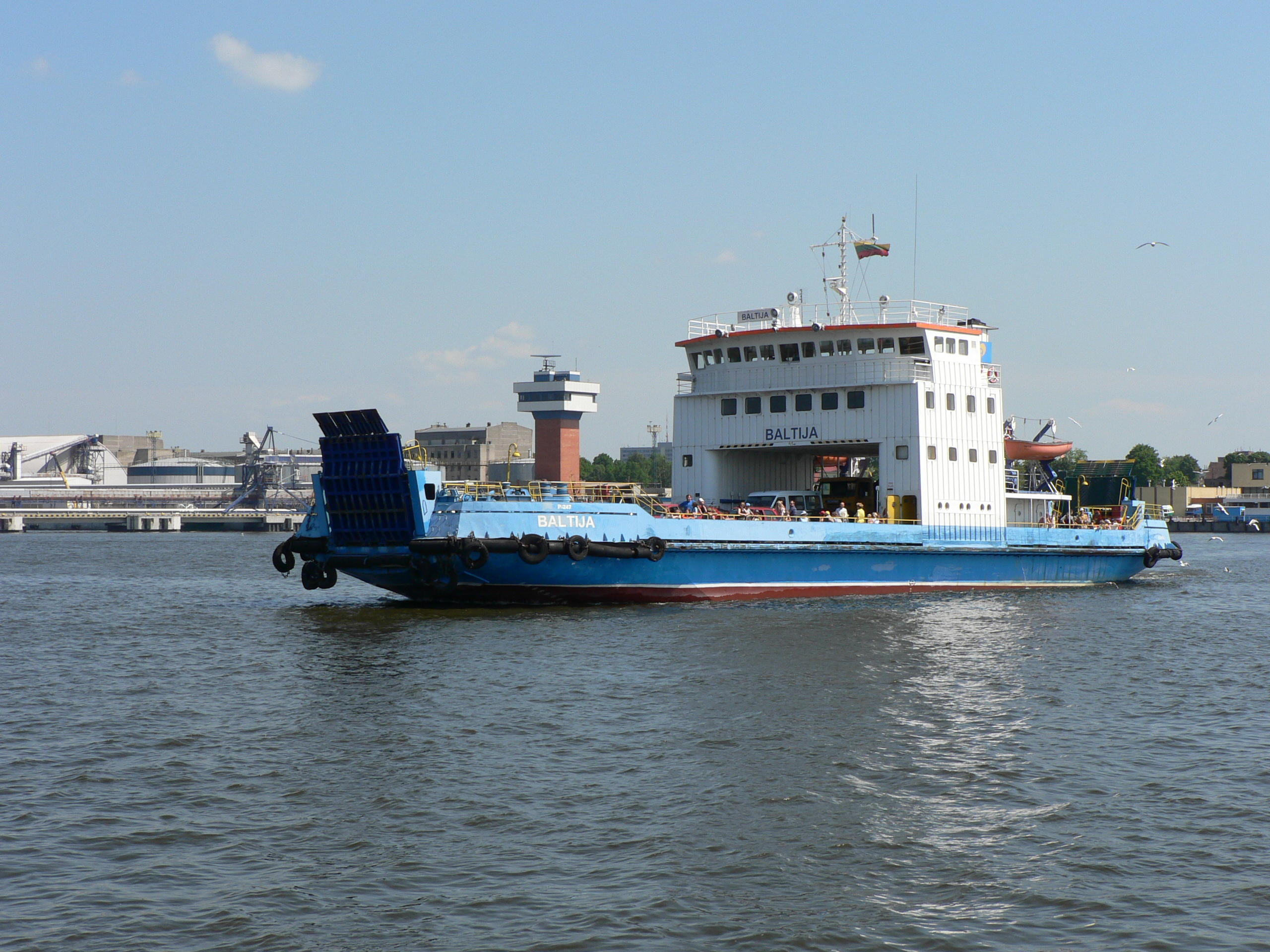
スミルティネのフェリー

## 環境問題
かつての緑化できれいな自然の保護地となっていたクルシュー砂州には、様々な環境問題が生起している。
地元住民にとって観光業と漁業の存在が大きいことから、海洋と海岸線の汚染がひどく、自然にも経済にも打撃を与えている。また、前出のD6油田の採掘基地は、石油漏れによる汚染の懸念をもたらしている。
観光客の増大も魅力的な自然環境を傷つけている。このことから、特定地域でのハイキングを禁止するなど、様々な施策がとられている。
他方で、クルシュー砂州での自然災害は、リトアニアやカリーニングラード州の他のどこよりも危険である。ここでの嵐は強くなる傾向がある。また、土壌浸食を防ぐために森林は重要なものであるが、夏になると森林火災の恐れが付きまとう。

## 世界遺産
クルシュー砂州は、その独特の土地で浸食作用や森林破壊などに直面しつつも、数千年来、人々が暮らす中で作り上げてきた文化的景観が評価され、2000年に世界遺産に登録された。
文化遺産としての登録カテゴリーは「建造物群」および「サイト」であり、同時に「文化的景観」にも位置づけられている。

### 登録基準
この世界遺産は世界遺産登録基準のうち、以下の条件を満たし、登録された（以下の基準は世界遺産センター公表の登録基準からの翻訳、引用である）。
- (5) ある文化（または複数の文化）を代表する伝統的集落、あるいは陸上ないし海上利用の際立った例。もしくは特に不可逆的な変化の中で存続が危ぶまれている人と環境の関わりあいの際立った例。